# Frisk Asker
Frisk-Asker är en norsk ishockeyklubb grundad 1922 som kommer från Oslo-förorten Asker. Laget spelar säsongen 2019/2020 i Norges högsta division, Get-ligaen. Klubben spelar sina hemmamatcher i Askerhallen. Klubben blev norska mästare 1975, 1979, 2002 och 2019.
Frisk Asker är en välkänd ishockeyklubb i Norsk ishockey. Och har varit i den norska eliteserien sedan 1960-talet förutom att de flyttade ner i mitten av 1990-talet. Frisk Asker var tillbaka i eliteserien 1995. och har varit stabilt sedan dess med två norska mästerskap och ett eliteseriemästerskap.
Frisk-Asker slutade sist i GET-ligaen 2011/2012 och spelade i kvalserien för att behålla platsen. Laget lyckades tillsammans med Tønsberg Vikings vinna en plats i ligan inför 2012/2013. Frisk-Asker kvalade efter vinst 1-0 mot Manglerud Star i den avgörande sista matchen. Svenske David Nyström gjorde enda målet.

## Kända ishockeyspelare kopplade till klubben
- Robin Dahlstrøm
- Mats Zuccarello Aasen
- Ken André Olimb
- Anders Bastiansen
- Kyle McDonough
- Erik Follestad Johansen

## Mästerskapstitlar
Norska mästare (4 gånger ):
- 1975, 1979, 2002 och 2019

Förlorande finalist (5 gånger):
- 1974, 1986, 2001, 2008 och 2017.

Seriemästare 6 gånger ):
- 1973/74, 1975/76, 1976/77, 1977/78, 2007/08 och 2020/21

Spelaren med flest kepsar är:
- Thor Martinsen, som har 113 matcher.

Den spelare som har flest matcher för klubben är:
- Petter Kristiansen med 692 matcher.